# Daniel Fano
Pour les articles homonymes, voir Fano.
Daniel Fano, né le 11 juin 1947 à Jemelle (province de Namur) et mort le 29 octobre 2019 à Bruxelles, est un poète, auteur, biographe, journaliste et conférencier belge. Connu comme spécialiste de la littérature d'enfance et de jeunesse et de l'œuvre d'Henri Vernes, père spirituel de Bob Morane.

## Biographie
Daniel Fano naît le 11 juin 1947 à Jemelle. Il est issu d'une famille de résistants au nazisme. Il écrit ses premiers textes poétiques à l’âge de 17 ans, inspiré du mouvement surréaliste puis par les objectivistes américains et les situationnistes. Il vit en Allemagne et en France, puis s'installe à Bruxelles en 1971. Cette même année, il commence comme journaliste, profession qu'il exercera jusqu'en 2007. En 1974, il est révélé par l’anthologie La Nouvelle Poésie française de Bernard Delvaille publiée aux Éditions Seghers. Dans les années 1970, il publie dans la revue Luna Park, sous la houlette de Marc Dachy, où il règle ses comptes à la poésie traditionnelle et lorgne vers les domaines littéraires secondaires tels le polar, la bande dessinée ou encore le magazine people. De 1980 à 1982, en tant que spécialiste des livres pour la jeunesse, il anime une rubrique dans l'émission de télévision Carrefour J diffusée sur la RTBF.
C'est à la requête de Francis Dannemark, directeur de la collection « Escale des lettres », consacrée à des écrivains belges de la maison d'édition française Le Castor astral, que le journaliste du Ligueur Daniel Fano va rendre hommage à l'écrivain Henri Vernes avec la biographie intitulée Henri Vernes et Bob Morane, une double vie d'aventures en 2007,.
Son intérêt pour l'image le conduit à donner de nombreuses conférences sur la figuration narrative aux étudiants en section Illustration de l'École de recherche graphique (ERG) et à l'Institut Saint-Luc de Bruxelles (1986-2003) et à participer aux débuts de la Galerie Contretype (1980-1983) ainsi qu'à l'association Arrêt sur l'image (1988-1993).
Il publie une vingtaine d'ouvrages principalement des recueils de poèmes mais il écrit aussi quelques nouvelles et essais.

### Mort
Il meurt brusquement dans la nuit du 28 au 29 octobre 2019 à Bruxelles, à l'âge de 72 ans,.

### Vie privée
Il résidait à Bruxelles.

## Œuvre

### Publications

#### Ouvrages
- Mannequins en flagrant sésame : Prototextes, poésie, 1973
- Choix de poèmes, Seghers, 1974
- Splatch, poésie, Transédition, 1978  (ISBN 9782802500018).
- Souvenirs of you, Daily-Bul, 1981
- Vers le lac, La nouvelle barre du jour, 1986
- Un champion de mélancolie, poésie, Éditions Unes, 1986,Réédition en 2019 sous le titre : À la vitesse des nuages précédé de Un champion de mélancolie (ISBN 9782877042079).
- Chocolat bleu pâle, poésie, Le Castor astral, 1986  (ISBN 9782859201128).
- Speculoos, théâtre, Éditions Lansman, coll. « Nocturnes théâtre », 1993
- Les Éléphants sans rien autour, théâtre, Éditions Lansman, coll. « Nocturnes théâtre », 1993
- Tous de retour chez Lewis Carroll (1997)
- Un amateur de petites filles (1999)
- Quel bonheur ! (1999)
- Raconte moi des histoires (2000)
- Fables et fantaisies, Éditions Les Carnets du Dessert de Lune, 2003  (ISBN 9782930235349).
- La Nostalgie du classique, poésie, Le Castor astral, coll. « Escales du Nord », 2004  (ISBN 9782859205409)
- L'Année de la dernière chance : Journaux croisés, Éditions Les Carnets du Dessert de Lune, 2004  (ISBN 9782930235455).
- Zapping, Albert Peperman (2005)
- Le Privilège du fou, Éditions Les Carnets du Dessert de Lune, 2005  (ISBN 2-930235-55-1).
- Sur les ruines de l'Europe, Éditions Les Carnets du Dessert de Lune, 2006  (ISBN 2-930235-67-5).
- Comme un secret ninja, poésie, Le Castor astral, 2007  (ISBN 9782859207144).
- Le Repaire du biographe, de Daniel Fano, ill. Jean-François Octave, La Pierre dʼAlun (en collaboration avec lʼEspace Uhoda), 2009  (ISBN 978-2-87429-079-4).
- La Vie est un cheval mort, Éditions Les Carnets du Dessert de Lune, 2009  (ISBN 978-2-930235-80-6).
- Ne vous inquiétez plus c'est la guerre[13], de Daniel Fano, ill. Jean-François Octave, Éditions Les Carnets du Dessert de Lune, 2015  (ISBN 978-2-930607-13-9).
- La Contrepartie[14], Pierre-Guillaume de Roux, 2015  (ISBN 9782363711373).
- Tombeau de l’amateur #1. Assez parlé de moi[15], La Houle, 2017  (ISBN 978-2-930733-09-8).
- Tombeau de l’amateur #2. suite au prochain numéro / to be continued, La Houle, 2017  (ISBN 978-2-930733-13-5).
- Tombeau de l’amateur #3. dix petits exercices de disparition, La Houle, 2017  (ISBN 978-2-930733-14-2).
- Tombeau de l’amateur #4. Au revoir et merci, La Houle, 2017  (ISBN 978-2-930733-15-9).
- Tombeau de l’amateur #5, La Houle, 2017  (ISBN 978-2-930733-16-6).
- Privé de parking[16], Traverse, 2017  (ISBN 978-2-93078-319-2).
- De La marchandise internationale[17], de Daniel Fano, ill. Jean-François Octave, Éditions Les Carnets du Dessert de Lune, 2017  (ISBN 9782930607894).
- L'Intercepteur de fantômes, récit, Traverse, 2018  (ISBN 978-2-93078-327-7)
- Bientôt La Convention des Cannibales[18], roman, de Daniel Fano, ill. Jean-François Octave, Éditions Les Carnets du Dessert de Lune, 2019  (ISBN 978-2-930607-55-9).
- Papier pelure : 1969-1999[19],[20],[21],[22],[2], Flammarion, coll. « Poésie / Flammarion », 2024  (ISBN 9782080435897).

#### Littérature d'enfance et de jeunesse
- Les Mangeurs de ciel, texte de Daniel Fano, ill. Catherine Chasseur, Duculot, 1979  (ISBN 2-8011-0246-6).
- Biblio junior : Guide du livre pour petits et grands enfants, Le Cri / RTBF, 1993  (ISBN 9782871060888).

#### Essais
- Daniel Fano, Henri Vernes et Bob Morane : Une double vie d'aventures[23],[24],[25], Bordeaux, Le Castor astral, coll. « Escale des lettres », 18 octobre 2007, 292 p., ill. ; 22 cm (ISBN 978-2-85920-730-4, OCLC 237983705).
- Pascal Lemaître, Conversation avec Daniel Fano, Gerpinnes, Tandem, coll. « Conversation avec », 2014, 108 p., ill. ; 18 cm (ISBN 9782873491161 et 2873491167, OCLC 1400901657).

#### Nouvelles
- Disparition d'un mirage[26], 1986
- Fuite en Birmanie[26], 1986.

#### Dossiers
Collections Adler
- Int. 1. Adler : Intégrale 1, Le Lombard, Bruxelles, mai 2008
Scénario et dessin : René Sterne - Couleurs : Chantal De Spiegeleer -  (ISBN 978-2-803-62398-3) — Dossier d'introduction : Daniel Fano[27],[28].
- Int. 2. Adler : Intégrale 2, Le Lombard, Bruxelles, novembre 2008
Scénario et dessin : René Sterne - Couleurs : Chantal De Spiegeleer -  (ISBN 978-2-803-62460-7) — Dossier d'introduction : Daniel Fano.

- Int. Madila L'Intégrale[29],[30], Le Lombard, Bruxelles, novembre 2008
Scénario, dessin et couleurs : Chantal De Spiegeleer -  (ISBN 978-2-8036-2428-7) — Dossier d'introduction : Daniel Fano.

#### Catalogues d'exposition
- Art et innovation dans la bande dessinée européenne[31],[32], Éditions De Buck, Bruxelles, juin 1987
Scénario : collectif dont Daniel Fano - Dessin : collectif - Couleurs : quadrichromie -  (ISBN 2-87153-004-1),Préface : Pascal Lefèvre. Catalogue de l'exposition éponyme au Musée d'art contemporain de Gand (4 juillet au 6 septembre 1987).

#### Publications dans revues et journaux
- Daniel Fano, « Wasterlain avant Docteur Poche[33] », Les Cahiers de la bande dessinée,‎ janvier-février 1986, p. 16-18.
- Aux rescapés du Scopitone[34], dans Luna Park no 3, 2006.

### Au théâtre
- 1977/1978 :
  - Pense Bêtes[35], dramaturge, Théâtre Mirabelle, mise en scène : Daniel Nicodème
  - La ville à Nelle[35], dramaturge, Théâtre Mirabelle, mise en scène : Daniel Nicodème
- 1978/1979 : Tête de pipe, sabre de bois[35], de Martine Allard, conseiller artistique, Théâtre Mirabelle, mise en scène : Daniel Nicodème.

### Au cinéma
Sauf indication contraire, les informations mentionnées dans cette section peuvent être confirmées par la base de données cinématographiques IMDb,  présente dans la section « Liens externes ».
- 1998 : Mes entretiens filmés, de Boris Lehman, dans son propre rôle.

## Prix et distinctions
- 2007 :  prix Scam Belgique (Société civile des auteurs multimédia, Belgique), catégorie Littérature[36].

### Podcasts
- Daniel Fano Jeux d'archives | 07 - 08, émission proposée par Antoine Perraud sur France Culture (44 min 53 s), 16 février 2008.